# Thomas Newcomen
Thomas Newcomen [θómas njúkomn], angleški kovač, vodovodni inštalater, klepar, izumitelj in baptistični laični pridigar, krščen 24. februarja 1664, Dartmouth, grofija Devon, Anglija, † 5. avgust 1729, London, Anglija.

## Življenje in delo
Newcomen je bil doma iz devonskega predela kjer je veliko število rudnikov kositra. Voda, ki je poplavljala, je bila glavna težava, da bi lahko rudarji kopali rudo globlje. Newcomen je prispeval izboljšave za uporaben parni stroj, ki bi bil primeren za črpanje vode. Kot izumitelja Newcomnovega parnega stroja ga imajo velikokrat za očeta industrijske revolucije.